# 海恩维尔 (阿拉巴马州)
海恩维尔（英語：Hayneville），是美国阿拉巴马州下属的一座城市。面积约为1.86平方英里（约合4.82平方公里）。根据2010年美国人口普查，该市有人口932人，人口密度为500.81/平方英里（约合193.36/平方公里）。